# Metilmercurio

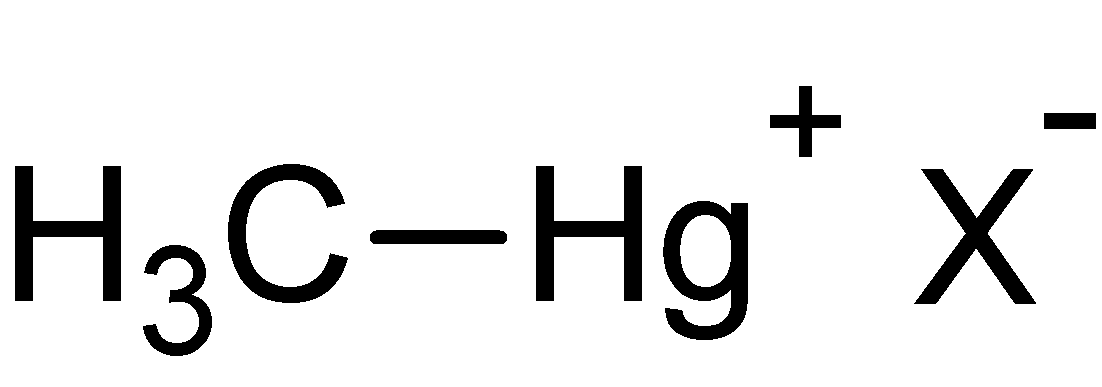
Formula. X può essere qualsiasi anione

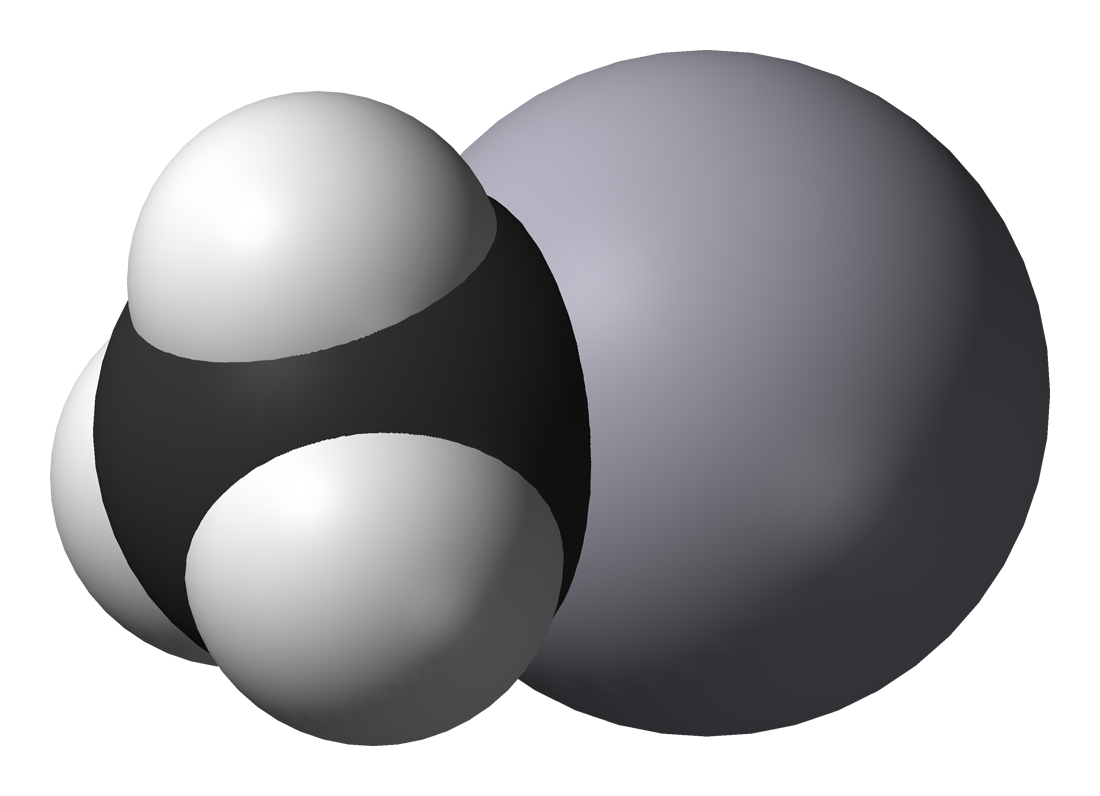
Modello tridimensionale

Metilmercurio è un catione organometallico di formula [CH3Hg]+. È molto tossico e si accumula facilmente nell'ambiente.

## Descrizione chimica di base
"Metilmercurio" è l'abbreviazione con la quale si indica normalmente la specie "catione monometilmercurio". È composto da un gruppo metile (CH3−) legato ad uno ione mercurio(II); la formula chimica è CH3Hg+, scritta a volte come MeHg+. Essendo uno ione carico positivamente, si combina facilmente con anioni come il cloruro (Cl−), l'ossidrile (OH−) e il nitrato (NO3−). Ha anche una affinità molto elevata per anioni contenenti zolfo, e in particolare per il gruppo −SH presente nell'amminoacido cisteina; forma quindi legami covalenti con le proteine contenenti cisteina. La specie metilmercurio può legarsi a più di una unità cisteina e può migrare su altri siti delle proteine in grado di legare metalli.

## Fonti di metilmercurio

### Fonti legate all'ambiente
Nel passato il metilmercurio si formava direttamente o indirettamente in seguito a vari processi industriali, come la fabbricazione della acetaldeide. Attualmente le fonti antropogeniche che provocano inquinamento da metilmercurio sono limitate sostanzialmente alla combustione di rifiuti che contengano mercurio inorganico e alla combustione di combustibili fossili, e di carbone in particolare. Benché il mercurio inorganico sia presente solo in tracce in questi combustibili, la loro combustione su larga scala rilascia ogni anno nell'atmosfera circa 48 tonnellate di mercurio elementare nei soli Stati Uniti. Una quantità circa tripla di mercurio inorganico è rilasciata da fonti naturali come i vulcani, gli incendi delle foreste e la meteorizzazione di rocce contenenti mercurio. Il metilmercurio si forma a partire dal mercurio inorganico per azione di organismi anaerobici che vivono in ecosistemi acquosi quali laghi, fiumi, zone umide, sedimenti, suoli e mari aperti. Questo fenomeno ha provocato tragici avvelenamenti da metilmercurio, detto malattia di Minamata, verificatisi nel pesce della Baia di Minamata in Giappone e a Grassy Narrows nell'Ontario (Canada). Nel primo caso il metilmercurio era un prodotto secondario indesiderato della reazione di sintesi dell'acetaldeide, nel secondo caso il mercurio proveniva dalla fabbricazione di cloro e idrossido di sodio e idrogeno a partire da salamoia, utilizzando celle elettrolitiche con mercurio liquido.

### Fonti legate all'alimentazione
Il metilmercurio si forma in ambienti acquosi, e dato che non è eliminato rapidamente dagli organismi, viene biomagnificato nella catena alimentare acquatica a partire dai batteri e il plancton, fino ai macroinvertebrati e ai pesci erbivori e piscivori. Ad ogni passaggio della catena alimentare la concentrazione del metilmercurio nell'organismo cresce, e la sua concentrazione nei predatori acquatici in cima alla catena alimentare può essere un milione di volte maggiore rispetto alla concentrazione nell'acqua. Questo succede perché il metilmercurio ha una emivita di circa 72 giorni negli organismi acquatici, consentendone il bioaccumulo lungo la catena alimentare. Organismi come l'uomo, nonché uccelli e mammiferi che si cibano di pesci, come lontre e balene, consumano pesce dalla cima della catena alimentare e ingeriscono il metilmercurio che si è formato nel processo descritto. Pesci e altre specie acquatiche costituiscono l'unica fonte significativa di esposizione al metilmercurio per gli esseri umani.
La concentrazione di metilmercurio in un dato pesce dipende dalla specie di pesce, dalla sua età e grandezza, e dal tipo di ambiente acquoso di provenienza. Di solito pesci piscivori come lo squalo, il pesce spada, il marlin, il tonno di grosse dimensioni, e altri contengono una maggior quantità di metilmercurio rispetto a pesci erbivori o di dimensioni minori come l'aringa. All'interno di una data specie di pesce, i pesci più grandi e più vecchi contengono più metilmercurio dei pesci più piccoli. I pesci che crescono in acque più acide tendono a contenere più metilmercurio. Nel sangue umano il metilmercurio ha una emivita di circa 50 giorni.

### Vaccini
A differenza di quanto erroneamente propagandato da alcuni gruppi che osteggiano le vaccinazioni, i conservanti utilizzati in alcuni vaccini (quali il Thimerosal) non contengono metilmercurio, bensì etilmercurio, ovvero un composto metabolizzato a livello epatico e non soggetto ad accumulo.

## Impatto biologico
Il metilmercurio ingerito è assorbito rapidamente e completamente dall'apparato gastrointestinale. La maggior parte si complessa con la cisteina libera e con proteine e peptidi che contengono questo aminoacido. Il complesso metilmercurio-cisteina viene riconosciuto da proteine trasportatrici di aminoacidi come se fosse metionina, un altro aminoacido essenziale. A causa di questo mimetismo, il metilmercurio è trasportato liberamente per tutto il corpo e passa anche la barriera emato-encefalica e la placenta, in modo da essere assorbito dal feto in via di sviluppo. Visto che si lega fortemente alle proteine, il metilmercurio non è eliminato facilmente.
Vari studi indicano che bambini esposti a metilmercurio quando erano nell'utero materno mostrano elusivi deficit di sviluppo, quali minore di quoziente d'intelligenza, risultati inferiori in test su abilità di linguaggio, deficit della memoria e dell'attenzione. Negli adulti l'esposizione al metilmercurio è stata correlata ad un rischio maggiore di disturbi cardiovascolari, compreso l'infarto del miocardio. Ci sono evidenze che il metilmercurio causi anche malattie autoimmuni in individui sensibili. A tutt'oggi non esistono però collegamenti diretti tra il metilmercurio e specifiche malattie neurologiche o autoimmuni. Benché sia fuor di dubbio che il metilmercurio è tossico sotto molti aspetti, compresi i danni a livello fetale, è ancora controverso quale sia il livello di metilmercurio accettabile nei cibi senza causare danni.
Si sono verificati vari episodi nei quali un gran numero di persone è stato avvelenato gravemente da cibo contaminato con elevate quantità di metilmercurio. Particolarmente noti i casi di discariche di reflui industriali che hanno provocato l'inquinamento e il conseguente avvelenamento da mercurio di massa del pesce nella Baia di Minamata, detto malattia di Minamata e Niigata in Giappone, e la situazione verificatasi in Iraq a Bassora negli anni '70, quando una partita di grano trattato con metilmercurio come conservante per essere usato come seme fu invece rubato e consumato direttamente dalla popolazione e da animali. I sintomi neurologici osservati in questi casi comprendono parestesia, perdita di coordinazione motoria, disturbi del linguaggio, sordità, restringimento del campo visivo, cecità e morte. I bambini che erano stati esposti nell'utero materno per ingestione di metilmercurio da parte della madre hanno pure mostrato una serie di sintomi, fra i quali difficoltà motorie, problemi sensoriali e ritardo mentale.
Al giorno d'oggi, avvelenamenti di questa portata sono rari e limitati ad incidenti isolati. Di conseguenza, i timori di inquinamento da metilmercurio sono attualmente concentrati su effetti più sottili riscontrabili su popolazioni che consumano quantità di pesce inquinato, moderate o elevate. Questi effetti non sono necessariamente identificabili nel singolo individuo e non è facile attribuirli al metilmercurio in modo univoco. Tuttavia, questi effetti possono essere rilevati confrontando popolazioni che abbiano diversi livelli di esposizione al metilmercurio.
Molti enti governativi, come la Environmental Protection Agency (EPA) e la Food and Drug Administration (FDA) negli Stati Uniti, la Health Canada, il Direttorato Generale per la Salute e i Consumatori dell'Unione Europea, l'Organizzazione Mondiale della Sanità (OMS) e l'Organizzazione per l'Alimentazione e l'Agricoltura (FAO) delle Nazioni Unite hanno fornito delle linee-guida al fine di limitare l'esposizione al metilmercurio dovuta al consumo di pesce inquinato. Attualmente, la maggior parte di queste indicazioni è mirata a proteggere lo sviluppo del feto; in futuro si potrebbero avere ulteriori indicazioni riguardo al rischio cardiovascolare. In genere questi consigli tendono a comunicare il messaggio che il pesce è una buona fonte di nutrimento, che apporta significativi vantaggi per la salute, ma che i consumatori, e in particolare le donne in gravidanza, le donne che prevedono di avere una gravidanza, le donne che allattano, e i bambini piccoli dovrebbero evitare il pesce con livelli elevati di metilmercurio, limitare il consumo di pesce con livelli moderati di metilmercurio, e consumare pesce con bassi livelli di metilmercurio non più di due volte alla settimana.